# Fiat R.22
Il Fiat R.22 era un aereo da ricognizione biposto non armato, monomotore e biplano, prodotto dall'azienda aeronautica italiana Fiat Aviazione dalla seconda metà degli anni venti.
Venne impiegato dalla Regia Aeronautica nel periodo tra le due guerre mondiali.

## Storia del progetto
Progettato dall'ingegner Celestino Rosatelli, per quanto esteriormente somigliante al bombardiere Fiat B.R.2, era una macchina completamente diversa.
Furono realizzati due prototipi che ricevettero rispettivamente le matricole MM.67 ed MM.68; vennero portati in volo per la prima volta nel corso del 1926.

## Tecnica
Il Fiat R.22 era un biplano dalla struttura interamente metallica; la fusoliera, alla cui estremità anteriore era disposto il motore, alloggiava gli abitacoli del pilota e del navigatore/osservatore, disposti in tandem e completamente scoperti.
I due piani alari erano tra loro collegati da una travatura reticolare realizzata secondo lo schema della trave Warren; l'impennaggio era di tipo classico, monoplano, controventato nella parte inferiore. La configurazione alare era di tipo sesquiplana e le ali inferiori, al fine di consentire una migliore visuale d'osservazione, erano opportunamente sagomate in corrispondenza del bordo di collegamento con la fusoliera.
Il carrello d'atterraggio era di tipo biciclo, fisso, con elementi monoruota; al posteriore era integrato da un pattino d'appoggio sistemato nel tronco di coda della fusoliera.
Il motore era il Fiat A.22, un dodici cilindri a V raffreddato a liquido, in grado di erogare la potenza di 550 CV.
Il Fiat R.22 era armato con quattro mitragliatrici calibro 7,7 mm, di cui due disposte nella parte anteriore della fusoliera (sparanti attraverso il disco dell'elica) e due brandeggiabili, a disposizione dell'osservatore, nell'abitacolo posteriore.

## Impiego operativo
L'R.22 entrò in servizio con i reparti di ricognizione della Regia Aeronautica dal 1925.
Il 28 giugno 1927 mattina il Sottosegretario di Stato al Ministero dell'aeronautica Italo Balbo decolla dall'Aeroporto di Centocelle diretto a Londra ai comandi di un Fiat R.22 con il Capitano Ezio Guerra alla guida di una pattuglia dell'Aeronautica per rappresentare l'Italia all'airshow di Hendon facendo scalo al pomeriggio all'Aeroporto di Parigi-Le Bourget ed arrivando all'Aeroporto di Croydon nel pomeriggio del 29 a causa del maltempo. Al rientro fanno scalo all'Aeroporto di Berlino-Tempelhof.
Nel 1928 sei R.22 dotati di motore Fiat A.22T, accompagnati da altrettanti Ansaldo A.120, compirono un tour con Italo Balbo che, partito da Roma, toccò Londra e Berlino (presero quindi parte anche, tra gli altri, Francesco Brach Papa, Paride Sacchi, Roberto Lordi, Mario Ajmone Cat su Fiat R.22 e Ferruccio Ranza, Sabato Martelli Castaldi e Rino Corso Fougier su Fiat-Ansaldo A.120), anche al fine di promuovere la vendita dei due velivoli. L'iniziativa, per quanto concerne il Fiat R.22, non portò alcun risultato commerciale concreto.

## Utilizzatori
Italia
- Regia Aeronautica

### Periodici
- (EN) The Paris Aero Show 1928 - The Italian section, in Flight, Sutton, Surrey (UK), Reed Business Information Ltd, 5 luglio 1928,  p. 570. URL consultato l'11 novembre 2012.
- (EN) Visitors from Italy, in Flight, Sutton, Surrey (UK), Reed Business Information Ltd, 5 luglio 1928,  p. 580. URL consultato l'11 novembre 2012.